# Gerrie Deijkers

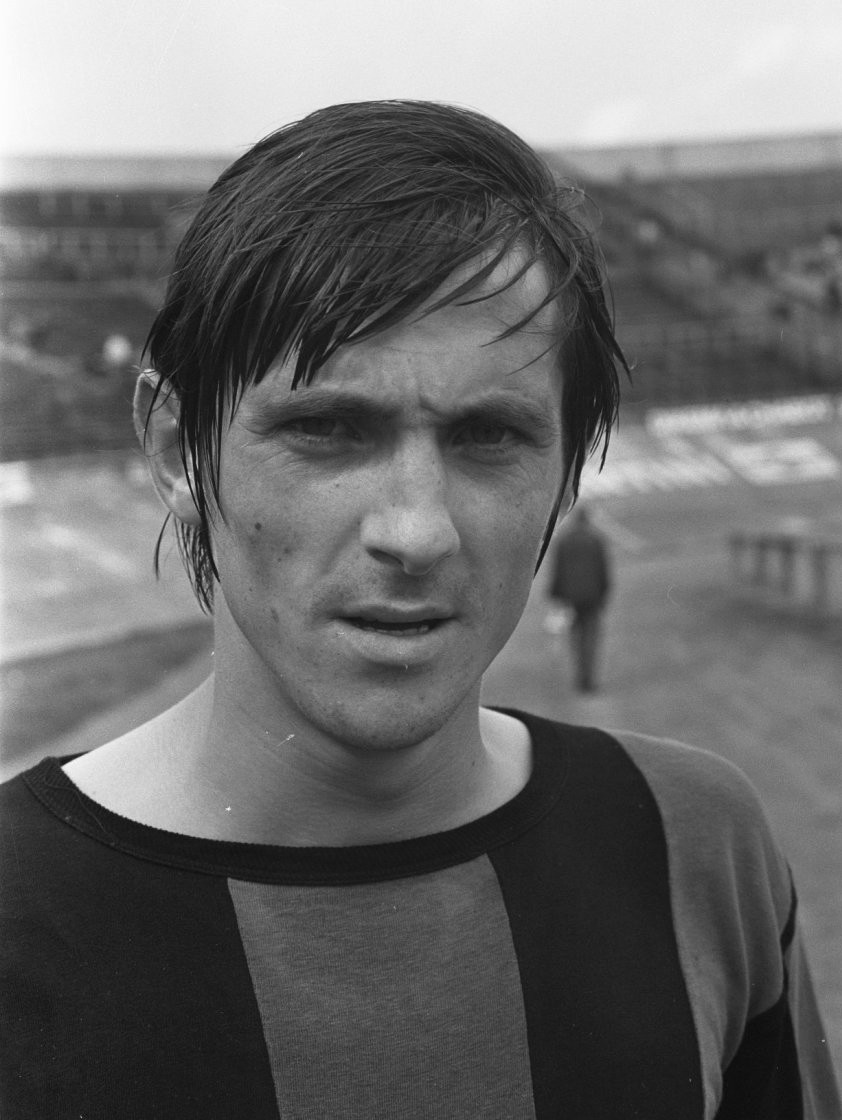
Gerrie Deijkers (1970)

Gerrie Deijkers (* 13. November 1946 in Breda; † 29. Oktober 2003 ebenda) war ein niederländischer Fußballspieler.

## Sportlicher Werdegang
Deijkers debütierte bei VV Baronie im Erwachsenenbereich. 1968 wechselte der Offensivspieler innerhalb Bredas zu NAC Breda in die Eredivisie, nach nur einer Spielzeit zog er zum Zweitligisten Willem II Tilburg weiter. In der Spielzeit 1969/70 wurde er mit 24 Saisontoren Torschützenkönig der Spielklasse, erreichte mit dem Klub jedoch nur den vierten Tabellenplatz. Daraufhin wechselte er zu DWS Amsterdam in die höchste Spielklasse, wo er zwei Spielzeiten auflief. Nach einer Neustrukturierung des Klubs 1972 verließ er diesen und schloss sich dem Erstliga-Aufsteiger BV De Graafschap an.
1973 holte Kees Rijvers Deijkers zur PSV Eindhoven. Hier erlebte er in der Folge seine erfolgreichste Zeit, als er 1975, 1976 und 1978 niederländischer Meister wurde. Zudem gelang zweimal der Gewinn des KNVB-Pokals, beim 6:0-Finalsieg über seinen Ex-Klub NAC Breda im Wettbewerb 1973/74 gehörte er neben René van de Kerkhof, Ralf Edström und dem dreifach erfolgreichen Willy van der Kuijlen zu den Torschützen. Mit dem 1:0-Erfolg über Roda JC Kerkrade – Edström erzielte das spielentscheidende Tor – im Wettbewerb 1975/76 gelang der Gewinn des Doubles. Persönlich stach das Jahr 1977/78 heraus: nicht nur war er mit acht Treffern entscheidend am Gewinn des UEFA-Pokals 1977/78 inklusive Treffer im Finalrückspiel gegen den SC Bastia beteiligt, damit wurde er auch gemeinsam mit dem Schweizer Raimondo Ponte Torschützenkönig des Wettbewerbs. In der Meisterschaft 1977/78 war er zudem mit vereinsintern bester Torschütze, dies war auch gleichzeitig seine torgefährlichste Spielzeit im PSV-Jersey.
Im Sommer 1979 verließ Deijkers PSV, um bei KFC Beringen in Belgien zu spielen. Im Januar 1980 holte ihn der im Abstiegskampf befindliche niederländische Klub Vitesse Arnheim zurück in die Eredivisie, am Ende der Spielzeit 1979/80 verpasste er mit dem Klub den Klassenerhalt. Nach dem verpassten Wiederaufstieg beendete er nach einer Zweitligasaison seine aktive Laufbahn.